# Épervans
Épervans é uma comuna francesa na região administrativa de Borgonha-Franco-Condado, no departamento Saône-et-Loire. Estende-se por uma área de 12,48 km². Em 2010 a comuna tinha 1 671 habitantes (densidade: 133,9 hab./km²).